# William Regal
Darren Kenneth Mathews (10 mai din 1968) este un luptător profesionist, autor și comentator englez , care în prezent lucrează în WWE sub numele de William Regal.De Asemenea, este cunoscut pentru timpul său în Campionatul Mondial de Lupte sub numele de Steven Regal.
Printre realizările lui Mathews evidențiază patru centuri ca Campion European, două centuri ca Campion Intercontinental, de patru ori Campion Mondial în perechi din WWE și patru centuri ca Campion de Televiziune din WCW, în afară de a fi câștigătorul ediției din 2008 a turneului King of the Ring. A antrenat luptători, precum Daniel Bryan si CM Punk.

## În Wrestling
- Manevre de final

  - Regal Stretch (Brațul capcana cu picioarele încrucișate STF)
  - Regal Cutter (Acerbă neckbreaker slam)
  - Regal-Plex (Punte picior cârlig de pe burtă pe spate suplex)
  - Knee Trembler (mare grevă genunchi în fața unui adversar în genunchi) -2000-2010
  - Power of the Punch (stângaci pumn de knock-out cu un pumn de oțel)
  - Regal Bomb (Double underhook powerbomb)[1] - 2001, încă folosit sporadic

## Campionate și realizări
- Memphis Championship Wrestling
  - MCW Southern Heavyweight Championship (1 data)

- Windy City Pro Wrestling
  - WCPW Heavyweight Championship (1 data)

- World Championship Wrestling
  - WCW World Television Championship (de 3 ori)

- World Wrestling Federation/Entertainment
  - WWF/E Campionatul European (de 4 ori)
  - WWF Hardcore Championship (de 5 ori)
  - WWF/E Intercontinental Championship (de 2 ori)
  - WWE World Tag Team Championship (de 4 ori) - cu Lance Storm (2), Eugene (1) și Tajiri (1)
  - King of the Ring (2008)